# Patricio Pizarro
Patricio Pizarro es un clavecinista, pianista, director de Orquesta, compositor y pedagogo musical chileno que reside en Torrelodones, Madrid, en donde desarrolla su actividad musical y docente. Maestro respetado por generaciones de intérpretes y compositores españoles y sudamericanos.

## Biografía
Patricio Pizarro fue un niño prodigio. Estudió piano y clavecín con el pianista y compositor Don Emeric Stefaniay, antiguo director de la Academia Liszt de Budapest. Continuó sus estudios en España en el Real Conservatorio de Madrid con Antonio Lucas Moreno. También estudió con Frank Marshall y Alicia de la Rocha en Barcelona. 
Es un músico universal. Pese a ser más conocido como intérprete de Johann Sebastian Bach en el clavecín, también es notoria su facilidad para tocar las obras más arduas del repertorio pianístico: Leopold Godowsky - Estudios sobre los Estudios de Chopin, Liszt - Totentanz, etc. Ha vivido en varios países de América y Europa en donde además de las actividades como intérprete, se ha destacado como director de orquesta. Pedagogo musical de excelencia. Actualmente reside en Maldrid.

## Trabajo
- Ha sido catedrático de la Universidad Mayor de San Simón (Bolivia),
- Director general para todos los profesores de instrumentos de teclado en el Instituto Eduardo Laredo,
- Director de la Orquesta Sinfónica de Cochabamba,
- Catedrático de Piano en el Conservatorio Nacional de Quito en Ecuador,
- Director del Conservatorio Nacional de Ambato (Ecuador),
- Director de la Orquesta de cámara de Manacor (España),

## Jurado de concursos internacionales y clases maestras
- Concurso Internacional de Piano con motivo del IV Centenario de la Fundación de Río de Janeiro.
- Miembro de la Federación Internacional de concursos O.C.I.I.C. y
- miembro de los Concursos Internacionales de Regio Nell Emilia Concurso Achile Peri.
- Miembro del tribunal examinador para el Concurso Internacional Valle del Barroco en Sicilia (Italia).

- Ha impartido los Master Class de la ciudad de Varece (Italia) y de Siracusa (Sicilia).
- Profesor del Conservatorio Italiano de París,
- Profesor del Instituto Musical de París.
- Miembro del Tribunal Internacional de exámenes de fin de carrera en el Conservatorio María Callas en Atenas (Grecia).

## Distinciones

### Distinciones Musicales
- Primer premio del concurso de Benzi (Italia).
- También ha recibido condecoraciones y nombramientos de diversas organizaciones y países europeos como americanos.

### Distinciones Extra-musicales
- Caballero de la Orden Soberana y Militar del Templo de Jerusalén,
- Caballero Noble del Real y Primitivo Capítulo Noble de los Caballeros de La Merced.

### Dedicatorias
Varias obras para piano han sido dedicadas al maestro Pizarro, entre ellas:
- Marsipias para piano, del compositor chileno Pedro Núñez Navarrete. Obra editada en El pianista chileno, volumen II.
- Preludio No.17, de la serie 24.5 Preludios para piano del compositor ecuatoriano Arturo Rodas.

## Grabaciones y conciertos
Ha realizado grabaciones para la RCA-VICTOR. Ha ofrecido conciertos en los más prestigiosos teatros y auditorios, entre los cuales se encuentran: 
- Teatro Colón de Buenos Aires (Argentina).
- Teatro Municipal de Santiago de Chile.
- Teatro Municipal de La Paz (Bolivia).
- Teatro Nacional Sucre de Quito (Ecuador).
- Theatro Municipal do Rio de Janeiro (Brasil).
- Palau de la Música de Barcelona (España).
- Centro de Cultura Hispánica de la Universidad de Madrid (España).
- Hamburg Musik Hall (Alemania).

... así como en diferentes ciudades de Francia, de Italia y del resto de Europa.
Ha actuado como solista de Piano y Orquesta con los siguientes directores:
- Juan Mateucci.
- Rafael Ferrer.
- Lamberto Baldi.
- Robert Bogan.
- Luis Herrera de la Fuente.
- Isidor Hanler.
- Teodoro Fuchs.
- Leonardo Haterthon.